# Tyvenes herre
Tyvenes herre er en bog, skrevet af forfatteren Cornelia Funke.

## Handling
Det hele starter med at to drenge ved navn Prosper og Bo tager forældreløse til Venedig fordi deres mor altid fortalte dem om hvor smuk en by det var med guldbevingede løver osv.
De tog derned ved at skjule sig i togvogne osv. Da de kommer frem møder de en fyr ved navn Scipio, der kalder sig tyvenes herre. Der bliver sørget godt for børnene som lever i en gammel lukket biograf, sammen med en bande de er med i.
Men hvor er Scipio når han ikke er hos banden?